# Bataille de Pochonbo
La bataille de Pochonbo (hangeul : 보천보 습격 ; RR : Poch'ŏnbo chŏnt'u) du 4 juin 1937 est un affrontement entre militants indépendantistes coréens, menés par Kim Il-sung (ou peut-être Choe Hyon),, et les autorités coloniales japonaises en Corée. Après la victoire, Kim Il-sung occupe la ville une journée avant de se retirer en Mandchourie, poursuivi par des policiers japonais qu'il défait dans une embuscade.
L'histoire de la bataille est aujourd'hui grandement exploitée par la propagande nord-coréenne.

## Histoire

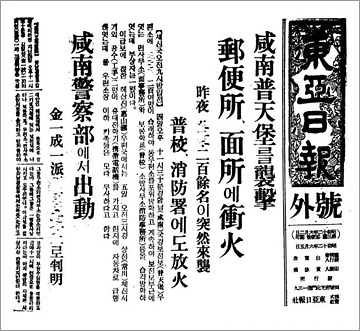
Article sur la bataille dans un journal de l'époque.

Selon les sources pro-nord-coréennes, la bataille aurait été déclenchée en représailles à la brutalité de l'occupation japonaise de la Corée à une époque où les « impérialistes japonais perpétuent une tyrannie fasciste inouïe contre le peuple coréen ». Kim Il-sung traverse la rivière Amnok et arrive sur la colline Konjang le 3 juin 1937. À 22h00, il tire un coup de feu dans le ciel pour annoncer le début de la bataille. Durant l'affrontement, le poste de police, le bureau postal, le bureau des forêts et la caserne des pompiers sont détruits par les indépendantistes coréens.
Kim Il-sung fait un discours après la bataille dans lequel il souligne que le peuple coréen « s'est levé comme un seul homme dans la guerre sainte contre les Japonais ». La bataille est présentée dans l'autobiographie de Kim Il-sung, À travers le siècle. Il écrit que ses troupes de guérilla auraient agit spontanément et étaient plus poussées par la passion que par la raison ou la logique stratégique :

« La bataille de Pochonbo a montré que le Japon impérialiste pouvait être brisé et brûlé, comme des ordures. Les flammes de Pochonbo dans le noir du ciel annonçaient l'aube de la libération de la Corée, qui avait été faite prisonnière de l'obscurité. La bataille de Pochonbo a été une bataille historique qui a non seulement montré au peuple coréen qui pensait que la Corée était morte qu'elle était bien vivante, mais lui a aussi donné la conviction que s'il prenait les armes, il pouvait gagner son indépendance et la libération de la nation. »

— Kim Il-sung, À travers le siècle
La nouvelle de la bataille est rapportée par de nombreux journaux à travers le monde, comme en Union soviétique, en Chine, au Japon, et en France.

### Lieu de la bataille
Le site de la bataille se situe à Pochonbo (en) dans la province du Ryanggang, plus exactement au barrage de Kusi sur la colline Kojang.
Selon Ken Kato, chercheur et activiste pour les droits de l'homme :

« La légitimité de Kim Il-Sung provient de la propagande de ses actions contre le Japon, symbolisées par la bataille de Pochonbo. [...] Les écoles en Corée du Nord enseignent aux enfants que la bataille fut une victoire glorieuse de Kim Il-sung contre le Japon. »

## Postérité
Le 15 août 1945, la Corée est officiellement libérée du Japon le Jour de la victoire. Selon l'Association britannique pro-Nord-Coréenne pour l'étude de la politique du Songun :

« Une autre signification historique de la bataille de Pochonbo est qu'elle a montré dans le pays et à l'étranger la volonté de fer des révolutionnaires coréens, qui ont commencé la révolution par les armes et l'ont mené par la force des armes. La bataille était un raid ordinaire, qui combinait utilisation de petites armes et discours conçu pour susciter l'engouement du peuple. Cependant, cette petite bataille a eu un grand impact dans le monde parce qu'elle a montré le fait que les impérialistes et les colonialistes armés ne pouvaient être combattu qu'avec les armes pour sortir victorieux de la révolution pour la libération nationale. »